# 東方条約
東方条約（英: Eastern Pact、露: Восточный пакт）は、フランスとソ連が構想した、東北欧八カ国（ソ連、ドイツ、チェコスロヴァキア、ポーランド、エストニア、ラトビア、リトアニア、フィンランド）による地域援助条約案である。ドイツの東方の現状維持を目的とするこの条約を、ドイツの西方の安定化を保障する地域的集団安全保障の取り決めであるロカルノ条約と合わせ、東方ロカルノ体制を構築することが目指された。

## 経緯
1933年、ドイツでヒトラー内閣が成立し、ドイツは世界軍縮会議および国際連盟から脱退した。これを受けてフランスは、ソ連の支援を得た上での欧州安全保障体制の構築を模索し始める。
1934年春、フランス外相ルイ・バルトゥが東方条約構想を提起し、ソ連外相マクシム・リトヴィノフもこれを支持した。1934年5月から6月、仏ソ両国はフランスが東方条約を保障し、ソ連がロカルノ条約（1925年）を保障することで合意した。1934年6月14日、ソ連政府は関係各国の代表に東方条約への参加を呼びかけた。チェコスロヴァキア（7月2日）、エストニアおよびラトビア（7月29日）、リトアニア（8月3日）は、条約を支持する旨を宣言した。しかしエストニアおよびラトビアはドイツの加入を自国の加入の条件とし、ポーランドも自国の加入に関して条件を付した。フィンランドは東方条約構想への態度を明らかにしなかった。バルトゥはイギリス政府に支援を求め、イギリスは公式には東方条約構想を承認したものの、ドイツが東方条約に加入し、さらに仏ソ合意をドイツを含めて三カ国合意とすることをイギリスが構想を支持する条件とした。仏ソ両政府はこれに同意した。しかし、9月11日にドイツが、9月27日にポーランドが東方条約への参加を拒否した。これにより構想は頓挫した。
10月9日、バルトゥ仏外相が暗殺され、その後英仏両国はナチス・ドイツ宥和政策に転じる。